# Hocus Pocus 2
Hocus Pocus 2 is een Amerikaanse film uit 2022 die werd uitgebracht op 30 september 2022 op de streamingdienst Disney+. De film is een vervolg op de film Hocus Pocus uit 1993. De film is geregisseerd door Anne Fletcher en geschreven door Jen D'Angelo, David Kirschner en Blake Harris. De acteurs Bette Midler, Sarah Jessica Parker, Kathy Najimy en Doug Jones keren terug in hun originele rollen uit de voorloperfilm. Hiernaast worden de andere rollen gespeeld door Whitney Peak, Belissa Escobedo, Lilia Buckingham, Froy Gutierrez, Sam Richardson en Tony Hale.

## Plot
Tijdens een Halloween-nachtritueel in Salem brengen tieners Becca en Izzy per ongeluk de drie Sanderson-zussen, Winifred, Sarah en Mary, weer tot leven nadat ze 29 jaar eerder van hun vloek waren bevrijd. Nu moeten de meisjes de heksen ervan weerhouden een onsterfelijkheidsspreuk uit te voeren die hen almachtig zou maken.

## Rolverdeling
| Acteur / actrice     | Personage               |
| -------------------- | ----------------------- |
| Bette Midler         | Winifred Sanderson      |
| Sarah Jessica Parker | Sarah Sanderson         |
| Kathy Najimy         | Mary Sanderson          |
| Whitney Peak         | Becca                   |
| Belissa Escobedo     | Izzy                    |
| Lilia Buckingham     | Cassie                  |
| Froy Gutierrez       | Mike                    |
| Sam Richardson       | Gilbert                 |
| Doug Jones           | Billy Butcherson        |
| Tony Hale            | Mayor / Reverend Traske |
| Taylor Henderson     | Jonge Winifred          |
| Nina Kitchen         | Jonge Mary              |
| Juju Journey Brener  | Jonge Sarah             |
| Thomas Fitzgerald    | John Pritchett          |
| Brett Champ          | Mr. Pritchett           |
| Austin J. Ryan       | Jonge Billy Butcherson  |
| Hannah Waddingham    | The Witch Mother        |
| Michael Tow          | Mr. Wilke               |
| Naheem Garcia        | Fred                    |
| Dan Finnerty         | Lucas                   |
| Ginger Minj          | Drag Queen Winifred     |
| Kornbread Jete       | Drag Queen Mary         |
| Kahmora Hall         | Drag Queen Sarah        |
| Amanda Shepherd      | Emily Binx              |